# Переваги скромників (фільм)
«Переваги скромників» (англ. The Perks of Being a Wallflower) — американська романтична драма режисера Стівена Чбоскі (був також сценаристом), що вийшла 2012 року. Картина створена на основі однойменного роману Стівена Чбоскі.
Продюсерами були Джон Малкович, Ліанн Гальфон і Расселл Сміт. Вперше фільм продемонстрували 8 вересня 2012 року у Канаді на Міжнародному кінофестивалі у Торонто.
В Україні фільм не демонструвався. Переклад та озвучення українською мовою зроблено студією «Омікрон» на замовлення Hurtom.com у березні 2013 року у рамках проєкту «Хочеш кіно українською? Замовляй!».

## Сюжет
| Історія про Чарлі, першокурсника у Піттсбурзі, сором'язливого і непопулярного. Зачіпаються теми насильства, підліткового сексу, перехідного віку, наркотиків і суїциду, увага акцентується на дилемі пасивності і пристрасті. На наших очах Чарлі дорослішає, змінюється коло його спілкування, змінюється його думка про світ[8]. |

## У ролях
| Актор            | Персонаж                                    | Роль                                                |
| ---------------- | ------------------------------------------- | --------------------------------------------------- |
| Логан Лерман     | Чарлі Келмекіс (англ. Charlie Kelmeckis)    | першокурсник вищої школи у Піттсбурзі               |
| Емма Вотсон      | Сем (англ. Sam)                             | старшокурсниця у Піттсбурзі, зведена сестра Патріка |
| Езра Міллер      | Патрік (англ. Patrick)                      | старшокурсник у Піттсбурзі, зведений брат Сем       |
| Мей Вітман       | Мері Елізабет (англ. Mary Elizabeth)        | подруга Сем і Патріка                               |
| Ніна Добрев      | Кенедейс Келмекіс (англ. Candace Kelmeckis) | сестра Чарлі                                        |
| Пол Радд         | Містер Андерсон (англ. Mr. Anderson)        | вчитель англійськой                                 |
| Джонні Сіммонс   | Бред (англ. Brad)                           | популярний у школі атлет                            |
| Ерін Вільгельмі  | Аліса (англ. Alice)                         | подруга Мері                                        |
| Ділан Макдермотт | містер Келмекіс (англ. Mr. Kelmeckis)       | батько Чарлі                                        |
| Кейт Волш        | місіс Келмекіс (англ. Mrs. Kelmeckis)       | мати Чарлі                                          |
| Мелані Лінскі    | Хелен (англ. Helen)                         | тітка Чарлі                                         |
| Зейн Гольц       | Кріс Келмекіс (англ. Chris Kelmeckis)       | старший брат Чарлі                                  |
| Джоан К'юсак     | доктор Бертон (англ. Dr. Burton)            | психіатр                                            |
| Джулія Гарнер    | Сюзан (англ. Susan)                         | шкільна подруга Чарлі                               |
| Том Савіні       | містер Каллахан (англ. Mr. Callahan)        |                                                     |

## Виробництво
Знімальна команда, у тому числі Логан Лерман і Езра Міллер, всі жили в одному готелі в Піттсбурзі під час зйомок фільму. Лерман пізніше прокоментував: «Ми наче жили в гуртожитку».

## Сприйняття

### Критика
Фільм отримав загалом позитивні відгуки: Rotten Tomatoes дав оцінку 85 % на основі 147 відгуків від критиків (середня оцінка 7,4/10) і 91 % від глядачів із середньою оцінкою 4,3/5 (106,157 голосів), Internet Movie Database — 8,1/10 (88 116 голосів), Metacritic — 67/100 (36 відгуків критиків) і 8,3/10 від глядачів (153 голосів).

### Касові збори
Під час показу у США, що стартував 21 вересня 2012 року, протягом першого (вузького) тижня фільм був показаний у 4 кінотеатрах і зібрав $228,359, що на той час дозволило йому зайняти 32 місце серед усіх прем'єр. Протягом другого (широкого) тижня, що почався 12 жовтня 2012 року, фільм був показаний у 726 кінотеатрах і зібрав $2,150,064, що на той час дозволило йому зайняти 10 місце серед усіх прем'єр.
Показ протривав 140 днів (20 тижнів) і закінчився 7 лютого 2013 року, зібравши у прокаті у США $17,742,948, а у світі — $14,455,937, тобто $32,198,885 загалом при бюджеті $13 млн.

### Нагороди й номінації[12]
| Рік  | Нагорода                             | Категорія                      | Номінант                                                   | Результат  |
| ---- | ------------------------------------ | ------------------------------ | ---------------------------------------------------------- | ---------- |
| 2012 | Нагорода Спілки кінокритиків Бостона | Найкращий актор другого плану  | Езра Міллер                                                | Перемога   |
| 2012 | Нагорода Спілки кінокритиків Бостона | Найкраща актриса другого плану | Емма Вотсон                                                | 2-ге місце |
| 2013 | Незалежний дух                       | Найкращий дебютний фільм       | Стівен Чбоскі, Джон Малкович, Ліанн Гальфон і Расселл Сміт | Перемога   |
| 2013 | Премія Гільдії сценаристів США       | Найкращий адаптований сценарій | Стівен Чбоскі                                              | Номінація  |